# Теорії прибережних міграцій

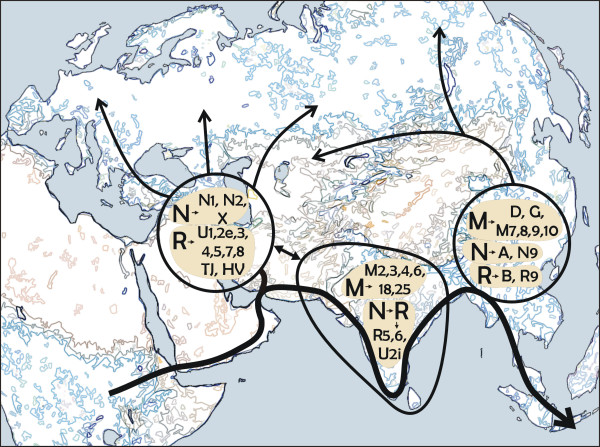
Модель прибережних міграцій з урахуванням розповсюдження ДНК мітохондріальних гаплогруп з трьох популяційних центрів на Близькому Сході, в Індії та Східній Азії.

Теорії прибережних міграцій існують в сучасній палеоантропології і генетиці. Згідно із зазначеними теоріям, після виникнення сучасної людини в Африці 100—200 тис. років тому людина спочатку розселялася з Африки на схід уздовж узбережжя.

## Теорія прибережної міграції в Азії і Океанії
Спроби прибережного розселення, як припускається, були спочатку через Баб-ель-Мандебську протоку (80-45 тис. років тому) Заселені були  Аравійський півострів, Індостан, Південно-Східна Азія, Нова Гвінея,  Австралія (40 тис. років тому), прибережний Китай і Японія. Цей період пов'язаний з поширенням в зазначених вище регіонах мітохондріальних гаплогруп  M і  N, а також гаплогруп  Y-хромосоми  C і  D. Відповідно до цієї теорії, люди, подібні до сучасних  негритосів або прото —  австралоїдів, прибули на Аравійський півострів з Африки, потім на південне узбережжя Індостану, потім на Андаманські острови і в  Індонезію, звідки вже розселилися на південь, до Австралії, і на північ, до Японії. Генографічний проект, ініційований журналом  National Geographic, використовує термін «прибережний клан» для опису первинних людських груп, які належали до  гаплогрупи C (Y-ДНК), які розселилися на схід з Африки уздовж узбережжя близько 50 тис. років тому.

## Теорія прибережної міграції в Новий світ
В рамках даних теорій іноді розглядається питання про переселення людини через Берингійський перешийок, що з'єднував в епоху останнього льодовикового періоду Північну Америку з Сибіром, і далі в Центральну і Південну Америку уздовж західного американського узбережжя. Зроблені в недавній час відкриття, зокрема, спираються на те, що осадові породи в печерах Порт-Еліза на острові  Ванкувер вказують на існування в цих місцях сприятливого для людини клімату близько 16 тис. років тому . З іншого боку, незважаючи на зазначене дослідження, ця теза як і раніше залишається спірною.